# Mrtvý vrch
Der Mrtvý vrch (deutsch Todtenberg, auch Todtenwürgberg) ist ein 1059 m n.m. hoher Berg in Tschechien an der Grenze zu Polen. Er liegt im westlichen Riesengebirge, 3 km nördlich von Harrachov (Harrachsdorf) und 1 km östlich des Neuweltpasses (Novosvětské sedlo), der das Riesengebirge vom Isergebirge trennt. Mit einer Höhe von 1059 m n.m. ist es der nördlichste Tausender im tschechischen Teil des Riesengebirges. Im Norden und Westen wird der Berg von der Milnice/Mielnica (Millnitz) umflossen.
Nachbarberge des Mrtvý vrch sind im Norden der Katzenstein (polnisch Kocierz), schon in Schlesien, im Osten der Mumlavská Hora (Mummelberg), im Südosten der Jakšín (Jaksche Berg). Unterhalb des sumpfigen Sattels mit dem Mummelberg steht die Alfredsbaude (chata Alfrédka), die 1903 von Jan Nepomuk Graf Harrach als Jagdschlösschen erbaut wurde. Die Spitze ist mit einem jungen Fichtenwald mit zahlreichen Lichtungen bewaldet, die teilweise Ausblicke auf das Isergebirge bieten. Der südwestliche Nebengipfel wird als Bílý vrch (Weißer Berg, 1033 ü. NHN) bezeichnet.
Es gibt keinen markierten Weg auf den Mrtvý vrch. Etwa 300 m südöstlich unterhalb des Gipfels führt ein grün markierter Weg vom Neuweltpass her, von der ein kleiner, nicht markierter Weg vor einem kleinen Steinbruch abbiegt und zum flachen oberen Teil des Mrtvý vrch führt.

## Geschichte
Der Berg befand sich bis 1958 gänzlich auf böhmischem Gebiet; die Grenze zu Schlesien bildete das Tal der Millnitz. Im Zuge einer Grenzbereinigung erwarb die Tschechoslowakei mit Staatsvertrag vom 10. Oktober 1958 von Polen einen Abschnitt der Bahnstrecke Jelenia Góra–Kořenov zwischen Nový Svět (Neuwelt) und dem Iserviadukt einschließlich des zwischen der Eisenbahn und dem Grenzfluss Jizera (Iser) gelegenen Grenzstreifens mit den Weilern Zieleniec (Hoffnungsthal) (heute: Údolí Naděje) und Tkacze (Strickerhäuser) (heute: Mýtiny), um den dortigen Haltepunkt Tkacze zum Bahnhof Harrachov auszubauen. Im Gegenzug erhielt Polen ein etwa gleich großes Waldgebiet an der Nordflanke des Mrtvý vrch.